# تيبار (تونس)
تيبار إحدى مدن الجمهورية التونسية، تقع في ولاية باجة.

### مواضيع ذات علاقة
- ولاية باجة.